# Juan de Salinas y Zenitagoya
Juan de Salinas y Zenitagoya (Sangolquí, 24 novembre 1755 – Quito, 2 agosto 1812) è stato un militare e politico ecuadoriano.
Comandante della "Falange armata" della Primera Junta de Gobierno Autónoma de Quito nel 1809, fu un importante esponente del movimento per l'indipendenza dell'Ecuador dal dominio della Spagna